# Deutsche Compilationcharts
Die Deutschen Compilationcharts (zurzeit Compilation Top 30) ist eine Chartauswertung des Marktforschungsunternehmens GfK Entertainment, die wöchentlich veröffentlicht werden. Sie beinhalten die erfolgreichsten Sampler auf dem Musikmarkt und gelten als offizielle Compilationcharts in Deutschland.

## Allgemeine Informationen und Qualifikationskriterien
Es handelt sich um eine Compilation, wenn auf dem Bild- beziehungsweise Tonträger Titel von mehr als zwei unterschiedlichen Interpreten (Solisten, Ensembles oder auch Orchestern) enthalten sind. Ausgenommen hiervon sind Bild- und Tonträger, die als Projekt beziehungsweise zusammengehöriges Werk (z. B. Konzert) charakterisiert werden können. Dabei ist es egal, ob es sich um Interpreten aus einer Musikrichtung handelt oder die Musikrichtungen miteinander vermischt werden. Oftmals sind die Interpretenangaben bei Samplern mit „Diverse Interpreten“ oder der englischsprachigen Variante „Various Artists“ angegeben.
In die Compilationcharts werden alle Produktionen zugeordnet, die die vorherigen Bedingungen erfüllen, insbesondere Sampler mit Titeln von drei und mehr Künstlern beziehungsweise Gruppen und Produktionen, die an Fernsehserien anknüpfen. „DJ-Projekte“, das heißt Zusammenstellungen von Originaltiteln mit fließenden Übergängen (z. B. Hitmixes), werden als Sampler behandelt. Die Albumcharts und die Compilationcharts werden in gesonderten Listen dargestellt. Die Ursprungsplatzierungen von Samplern in den Albumcharts werden dabei ermittelt und mitgeteilt. Danach werden die Sampler aus den Albumcharts bereinigt und  es rücken „Artist-Produkte“ aus hinteren Platzierungen auf und bilden die Albumcharts. Auch Premium-Streamings, das heißt der Kunde zahlt für den Zugang zur Musik, werden für die Compilationcharts mit berücksichtigt. Die Grundlagen der Chartermittlung wie die Datenerfassung und Datenverarbeitung oder auch die Qualifikations- und Additionsregeln sind analog der Regeln zur Erstellung der Albumcharts.
Neben den regulären wöchentlichen Compilationcharts werden zusätzlich Midweekcharts erhoben. Diese werden als Top-100-Hitliste analog der Regeln der Compilation Top 30 für den kumulierten Zeitraum Freitag bis Montag ermittelt und sollen einen ersten Trend für die später erscheinenden Wochencharts dienen. Darüber hinaus werden auch Daily-Trend-Charts erhoben. Diese werden täglich als Top-50-Charts ermittelt. Die Ermittlung erfolgt jeweils auf Basis des Vortags, außer Sonntags.

## Meilensteine
Die Einführung der Deutschen Compilationcharts erfolgte am 13. Januar 1992 als wöchentliche Hitparade für Sampler. Als erstes Werk konnte sich dabei der fünfte Teil der KuschelRock-Reihe an der Chartspitze platzieren. Zunächst beinhaltete die Hitparade keine feste Größe, sodass es in der ersten Chartausgabe 18 Sampler in die Chartauswertung schafften und in der zweiten nur noch 16. Mit lediglich neun Samplern beinhaltete die Chartwoche vom 6. April 1992 die wenigsten Produkte im Ranking. Seit dem 20. Januar 1997 bestand die Liste fortan aus 30 Produkten. KuschelRock 5 konnte sich nicht nur als erstes Album an der Chartspitze platzieren, es war auch der erste Sampler, der die Spitzenposition verteidigte am 20. Januar 1992. Mit 19 Wochen am Stück konnte sich KuschelRock 6 am längsten ununterbrochen an der Chartspitze platzieren (12. Oktober 1992 – 21. Februar 1993). Darüber hinaus hält der Sampler mit 20 Wochen den allgemeinen Rekord für die längste Verweildauer an der Chartspitze sowie den Rekord für die längste Zeitspanne zwischen der ersten und letzten Nummer-eins-Woche (21 Wochen). Der Sampler Bravo Hits 105 schaffte es dreimal die Chartspitze zurückzuerobern, so oft wie kein anderer Sampler. Die meisten Sampler an der Chartspitze konnte die Samplerreihe Bravo Hits mit über 100 Alben platzieren, seit dem dritten Teil der Reihe erreichten alle Produkte die Chartspitze. Insgesamt hielten sich die Bravo-Hits-Sampler über 700 Wochen an der Chartspitze, solange wie keine andere Samplerreihe.

## Liste der Nummer-eins-Alben in den Compilationcharts

### Wöchentliche Chartauswertung
Diese Liste beinhaltet alle Sampler – in chronologischer Reihenfolge nach ihrer Verweildauer absteigend – die mindestens zehn Wochen an der Chartspitze der deutschen Compilationcharts standen:
| Jahr | Titel                   | Samplerreihe     | Wochen | Zeitraum                                                                                       |
| ---- | ----------------------- | ---------------- | ------ | ---------------------------------------------------------------------------------------------- |
| 1992 | KuschelRock 6           | KuschelRock      | 20     | 12. Oktober 1992 – 21. Februar 1993, 1. März – 7. März 1993                                    |
| 1994 | Bravo Hits 6            | Bravo Hits       | 11     | 21. März – 5. Juni                                                                             |
| 2013 | Bravo – The Hits 2013   | Bravo – The Hits | 11     | 29. November – 12. Dezember, 20. Dezember 2013 – 20. Februar 2014                              |
| 2014 | Bravo – The Hits 2014   | Bravo – The Hits | 11     | 28. November 2014 – 12. Februar 2015                                                           |
| 2022 | Bravo – The Hits 2022   | Bravo – The Hits | 11     | 18. November 2022 – 2. Februar 2023                                                            |
| 1994 | Bravo Hits 7            | Bravo Hits       | 10     | 20. Juni – 28. August                                                                          |
| 1994 | Bravo Hits – Best of 94 | Bravo – The Hits | 10     | 28. November 1994 – 5. Februar 1995                                                            |
| 1996 | Bravo Hits 15           | Bravo Hits       | 10     | 25. November 1996 – 2. Februar 1997                                                            |
| 2010 | Bravo – The Hits 2010   | Bravo – The Hits | 10     | 3. Dezember – 16. Dezember, 24. Dezember 2010 – 20. Januar 2011, 28. Januar – 24. Februar 2011 |
| 2015 | Bravo Hits 88           | Bravo Hits       | 10     | 27. Februar – 7. Mai                                                                           |
| 2015 | Bravo – The Hits 2015   | Bravo – The Hits | 10     | 20. November 2015 – 28. Januar 2016                                                            |
| 2016 | Bravo Hits 92           | Bravo Hits       | 10     | 19. Februar – 24. März, 1. April – 14. April, 22. April – 12. Mai                              |
| 2016 | Bravo Hits 94           | Bravo Hits       | 10     | 29. Juli – 29. September, 7. Oktober – 13. Oktober                                             |
| 2018 | Bravo Hits 101          | Bravo Hits       | 10     | 4. Mai – 12. Juli                                                                              |
| 2021 | Bravo Hits 113          | Bravo Hits       | 10     | 14. Mai – 1. Juli, 9. Juli – 15. Juli, 23. Juli – 5. August                                    |
| 2023 | Bravo Hits 121          | Bravo Hits       | 10     | 5. Mai – 1. Juni, 9. Juni – 29. Juni, 7. Juli – 27. Juli                                       |
| 2024 | Bravo – The Hits 2024   | Bravo – The Hits | 10     | 15. November 2024 – 16. Januar 2025, 7. Februar – 13. Februar 2025                             |

### Jahrescharts
| - 2012: - Platz 1: Bravo Hits – Bravo Hits 76 - Platz 2: Bravo Hits – Bravo Hits 78 - Platz 3: Bravo – The Hits – Bravo – The Hits 2012 - 2014: - Platz 1: Bravo – The Hits – Bravo – The Hits 2014 - Platz 2: Bravo Hits – Bravo Hits 86 - Platz 3: Bravo Hits – Bravo Hits 85 - 2016: - Platz 1: Bravo Hits – Bravo Hits 92 - Platz 2: Bravo Hits – Bravo Hits 94 - Platz 3: Bravo – The Hits – Bravo – The Hits 2016 - 2018: - Platz 1: Bravo Hits – Bravo Hits 100 - Platz 2: Bravo Hits – Bravo Hits 102 - Platz 3: Bravo Hits – Bravo Hits 101 - 2020: - Platz 1: Feste der Volksmusik – Schlager Champions – Schlager Champions – Das große Fest der Besten – 2020 - Platz 2: Bravo – The Hits – Bravo – The Hits 2019 - Platz 3: Bravo Hits – Bravo Hits 109 - 2022: - Platz 1: Bravo Hits – Bravo Hits 116 - Platz 2: Bravo Hits – Bravo Hits 117 - Platz 3: Bravo – The Hits – Bravo – The Hits 2021 - 2024: - Platz 1: Bravo Hits – Bravo Hits 125 - Platz 2: Bravo Hits – Bravo Hits 124 - Platz 3: Bravo – The Hits – Bravo – The Hits 2023 | - 2013: - Platz 1: Bravo Hits – Bravo Hits 82 - Platz 2: Bravo – The Hits – Bravo – The Hits 2013 - Platz 3: Bravo Hits – Bravo Hits 81 - 2015: - Platz 1: Bravo Hits – Bravo Hits 89 - Platz 2: Bravo – The Hits – Bravo – The Hits 2015 - Platz 3: Bravo Hits – Bravo Hits 88 - 2017: - Platz 1: Bravo Hits – Bravo Hits 97 - Platz 2: Bravo Hits – Bravo Hits 96 - Platz 3: Bravo – The Hits – Bravo – The Hits 2017 - 2019: - Platz 1: Bravo – The Hits – Bravo – The Hits 2018 - Platz 2: Feste der Volksmusik – Schlager Champions – Schlager Champions – Das große Fest der Besten – 2019 - Platz 3: Bravo Hits – Bravo Hits 104 - 2021: - Platz 1: Bravo – The Hits – Bravo – The Hits 2020 - Platz 2: Bravo Hits – Bravo Hits 113 - Platz 3: Bravo Hits – Bravo Hits 112 - 2023: - Platz 1: Bravo Hits – Bravo Hits 120 - Platz 2: Bravo Hits – Bravo Hits 121 - Platz 3: Bravo Hits – Bravo Hits 122 |